# Kodeks 0208
Kodeks 0208 (Gregory-Aland no. 0208) – grecki kodeks uncjalny Nowego Testamentu na pergaminie, paleograficznie datowany na VI wiek. Do naszych czasów zachowały się tylko dwie karty kodeksu. Przechowywany jest w Monachium. Jest palimpsestem.

## Opis
Do dziś zachowały się tylko dwie karty, z tekstem Listu do Kolosan (1,29-2,10,13-14) i 1. Listu do Tesaloniczan (2,4-7.12-17). Oryginalne karty kodeksu miały rozmiar 23 na 16 cm. Tekst pisany jest dwoma kolumnami na stronę, w 31 linijkach w kolumnie. Jest palimpsestem, tekst górny zawiera tekst „Chronicon” Prospera z Akwitanii.

## Tekst
Fragment reprezentuje mieszaną tradycję tekstualną. Kurt Aland zaklasyfikował go do kategorii III, co oznacza, że jest ważny dla poznania historii tekstu Nowego Testamentu.
W Kolosan 2,2 przekazuje wariant του θεου πατρος και του Χριστου (Boga Ojca i Chrystusa) zamiast του θεου Χριστου (Boga Chrystusa); wariant ten jest wspierany przez minuskuł 1908.

## Historia
Wydawca datował rękopis na VI wiek, obecnie w ten sam sposób datuje go INTF, bywa też datowany na V wiek. Rękopis sporządzony został w południowych Włoszech. Górny tekst palimpsestu został naniesiony w VIII wieku.
Tekst fragmentu opublikował w 1933 Alban Dold, niemiecki paleograf i badacz palimpsestów. Na listę rękopisów Nowego Testamentu wciągnął go biblista Ernst von Dobschütz w 1933 roku, oznaczając go przy pomocy siglum 0208.
Fragment był badany przez paleografów: Guglielmo Cavallo oraz Pasquale Orsini.
Został zdigitalizowany przez CSNTM w 2011.
Rękopis przechowywany jest w Bayerische Staatsbibliothek (29418) w Monachium.